# 245 a.C.
Il 245 a.C. (CCXLV a.C. in numeri romani) è un anno  del III secolo a.C.

## Eventi
- Antigono II Gonata riprende Corinto alla vedova di Alessandro di Corinto.
- Viene costituita una colonia romana a Brindisi (secondo Velleio Patercolo).
- Agide IV diventa re di Sparta.

## Nati
- Asdrubale Barca, generale cartaginese († 207 a.C.)

## Morti
- Alessandro, militare greco antico (n. 290 a.C.)
- Gneo Cornelio Scipione Asina, politico romano